# أرتاشومارا
كان أرتاشومارا (بالإنجليزية: Artashumara أو Artašumara)‏ أو أرتاسمارا (بالإنجليزية:  Artasmara)‏ مدعيًا لعرش مملكة ميتاني الحورية في بلاد الرافدين في القرن الرابع عشر قبل الميلاد.

## الاسم
اسم "أرتاشومارا" (بالإنجليزية: Artašumara)‏ هو الشكل الأكدي من لغة ميتاني الأريانية لاسم أرتاتمارا" (بالإنجليزية: Artasmara)‏، وهو مشابه للمصطلح السنسكريتي الفيدي (باللغة السنسكريتية: ऋतस्मर) (بالإنجليزية: Ṛta-smara)‏، بمعنى "يتذكر ارتا" (بالإنجليزية: he remebers Ṛta)‏.

## فتره الحكم
كانت فترة حكمه قصيرة جدًا أو ربما لم تكن موجودة قبل مقتله، وخلافته من قبل شقيقه الأصغر توشراتا.